# Monocromador

Un prisma triangular, el dibujo muestra como se dispersan las diferentes longitudes de onda de la luz. (Clic para ver la animación)

Un monocromador es un dispositivo óptico que sirve para medir la composición de la luz según su distribución de longitudes de onda (distribución espectral) ya sean electromagnéticas o no a partir de una fuente emisora que produzca una amplia gama de longitudes de onda. El nombre monocromador se deriva de las raíces griegas mono- que significa uno, y chroma, color; el sufijo  -ador derivado del latín denota la realización de una acción.

## Principio de funcionamiento
Un monocromador puede utilizar cualquiera de los fenómenos de refracción, por ejemplo utilizando un prisma; o de difracción, utilizando una red de difracción; para separar espacialmente los diferentes colores de la luz. Usualmente el monocromador cuenta con un mecanismo que permite dirigir el color seleccionado hacia una ranura de salida, por donde el rayo de luz monocromático puede abandonar el dispositivo. Por lo común la red o el prisma son utilizados en modo reflectivo. Un prisma reflectivo se construye tallando en cristal un prisma de base triangular rectangular (típicamente la base tiene la forma de medio triángulo equilátero). La luz entra en el prisma a través de la cara que forma la hipotenusa del triángulo y es reflejada dos veces en las otras dos caras por un fenómeno de reflexión total interna, saliendo finalmente por la misma cara por la que entró. En el pasaje del aire hacia el interior del cristal y del interior del cristal hacia el aire la luz es separada en sus colores componentes debido a que cada color presenta un índice de refracción ligeramente diferente. Las redes de difracción aprovechan el efecto de difracción, un efecto de interferencia constructiva-destructiva entre diferentes longitudes de onda, para separarlas según un patrón regular. Como las redes de difracción necesitan que la separación entre ranuras se encuentre dentro del mismo rango de las longitudes de onda a separar es posible aprovechar diferente cristales para separar rayos X y, debido a la dualidad onda-partícula, hasta para separar electrones, neutrones y núcleos de helio según sus diferentes energías. Esto es posible porque la distancia entre los átomos del cristal se encuentra en el mismo orden de magnitud que las longitudes de onda asociadas a estas radiaciones.

### Colimación
La dispersión o difracción es controlable únicamente si la luz empleada es colimada, esto es, si todos los rayos de luz son perfectamente paralelos entre sí. Una fuente luminosa cualquiera que se encuentre muy lejana, tal como el sol, provee luz colimada. Isaac Newton utilizó luz solar en su famoso experimento. En un monocromador de utilización práctica, sin embargo, la fuente luminosa se encuentra necesariamente muy cercana, por lo tanto el sistema óptico del monocromador se debe encargar de convertir la luz divergente entregada por la fuente luminosa en luz colimada. Aunque algunos diseños de monocromadores que utilizan redes de difracción no requieren del añadido de colimadores, la mayoría de los diseños emplean espejos colimadores. Se prefiere la utilización de óptica reflectiva, porque no introduce efectos dispersivos propios, a diferencia de las lentes que actúan también como prismas, efecto conocido como aberración cromática.

### Monocromadores tipo Czerny-Turner

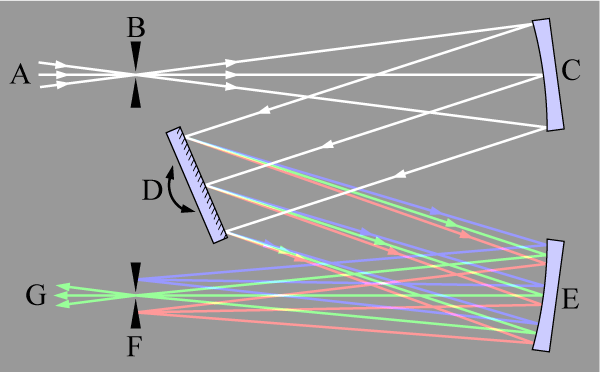
Diagrama de un monocromador Czerny-Turner.

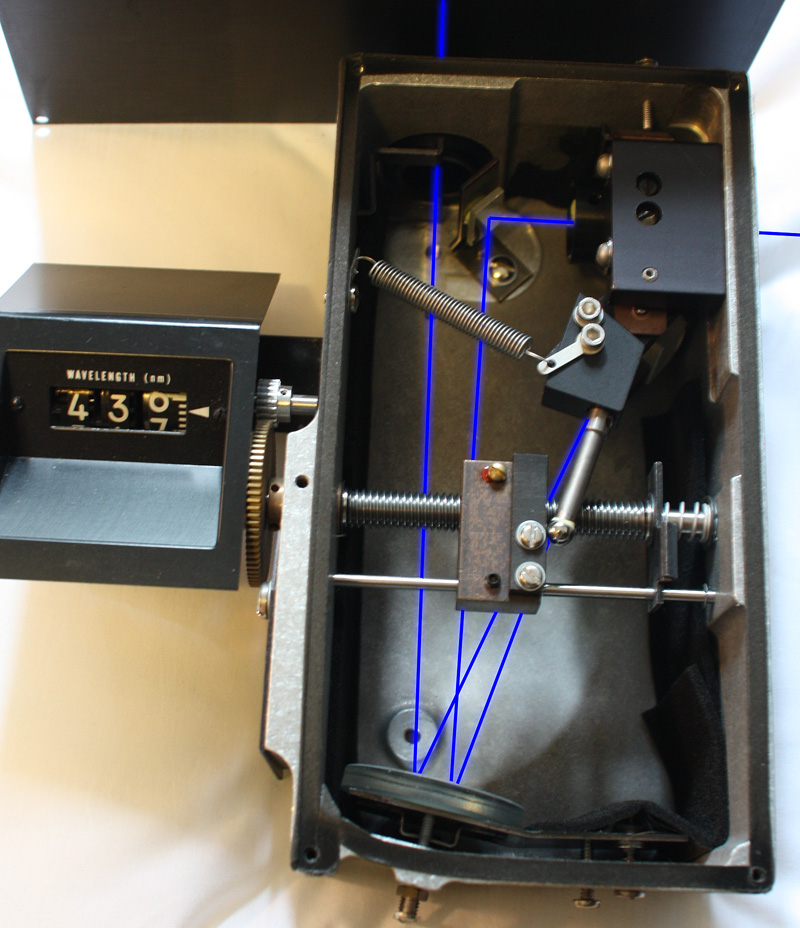
Un monocromador tipo Fastie-Ebert. Este diseño es similar a un Czerny-Turner pero utiliza un espejo común para las funciones de colimación y reenfoque.

En un diseño típico de tipo Czerny-Turner, la fuente luminosa de amplio espectro (A) es disparada contra una ranura de entrada (B). La potencia de luz empleable depende de la intensidad que es capaz de entregar la fuente en el área definida por la ranura de ingreso (amplitud*longitud) y el ángulo de aceptación del sistema óptico. La ranura se encuentra en el foco efectivo de un espejo curvo (el espejo colimador C), de forma tal que la luz reflejada por el colimador se encuentra colimada (tiene una longitud focal infinita). La luz colimada es luego refractada por un prisma o difractada por una red de difracción  (D) y luego recogida por otro espejo (E) que se encarga de reenfocar la luz obtenida que ahora es de nuevo convergente, sobre la ranura de salida (F).

## Usos
Un dispositivo que puede producir luz relativamente monocromática tiene muchas aplicaciones en óptica y en las ciencias naturales en general debido a que muchas características de las sustancias son dependientes del color. A pesar de que existen muchas formas útiles de producir fuentes emisoras monocromáticas, no son tantas las formas de seleccionar con facilidad una longitud de onda pura a partir de una fuente que entregue un rango amplio de ellas. Una utilización frecuente es en el laboratorio de química, donde se utilizan monocromadores para seleccionar el color con el cual se ilumina una solución que absorbe una determinada longitud de onda, y por medio de la ley de Beer-Lambert determinar cual es su concentración. Otra utilización frecuente es en astronomía donde se utiliza para determinar cuál es el tipo espectral o la composición (abundancia relativa de cada elemento) de las estrellas. También tiene aplicaciones por ejemplo en el arte, ya que es posible determinar la autenticidad de una obra de arte, o su antigüedad gracias a los pigmentos que utiliza, y cada pigmento utilizado en cada época tiene diferentes patrones de absorción, por lo que iluminadas con luz monocromática dos obras del mismo aspecto pero que utilizan diferentes pigmentos, presentan un aspecto totalmente diferente.